# Walenty Fontanus

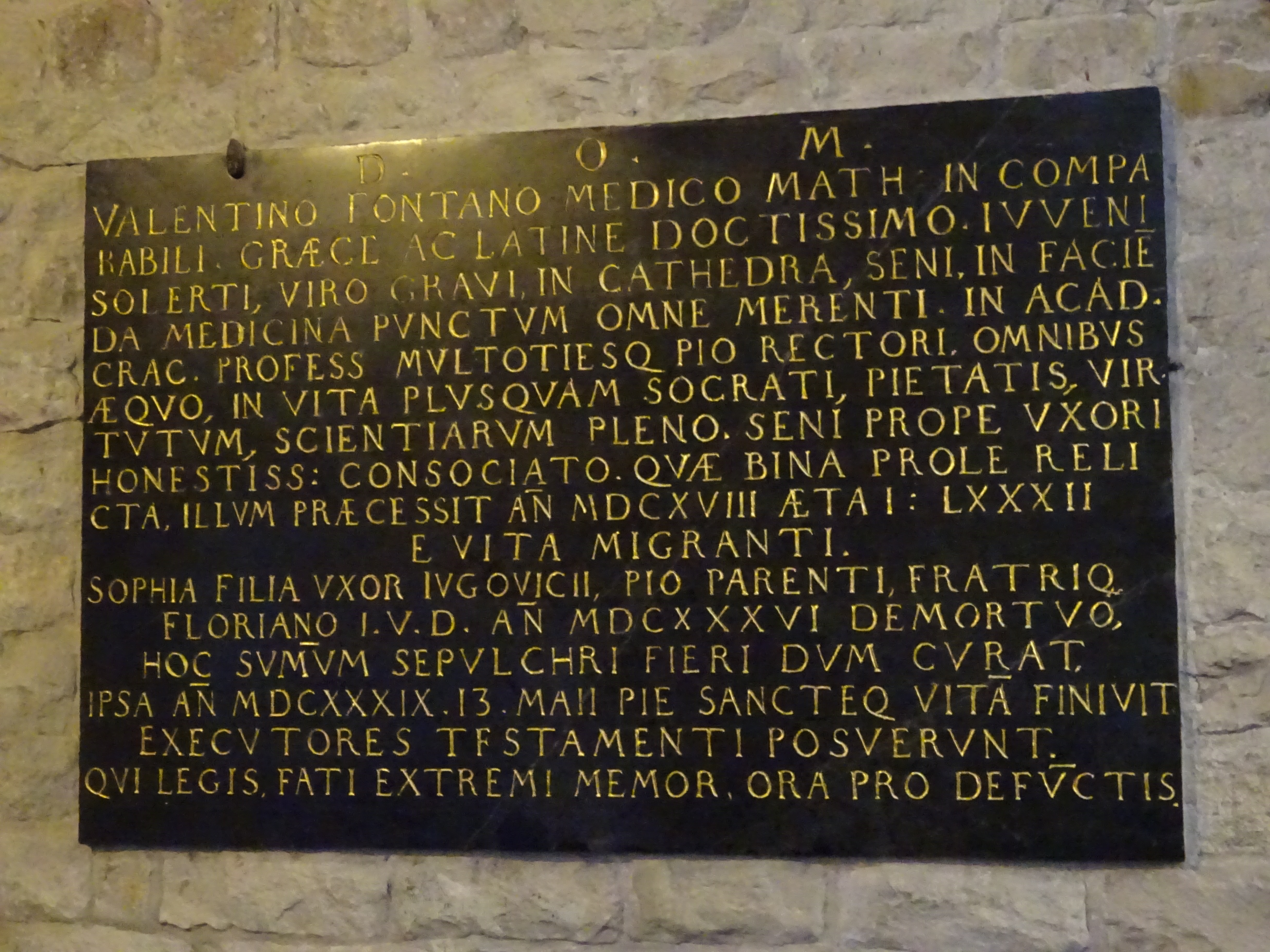
Epitafium grobowe Walentego Fontany w Kościele św. Wojciecha w Krakowie

Walenty Fontanus także jako Walenty Fontana (ur. 1536 w Trachenbergu lub w 1545 w Smagorzowie, zm. 20 kwietnia 1618 w Krakowie) – matematyk, astronom, astrolog, lekarz, sześciokrotny rektor Akademii Krakowskiej.

## Życiorys
Pochodził z terenów Dolnego Śląska, był synem Tomasza. W 1566 rozpoczął studia w Akademii Krakowskiej. W 1568 został bakałarzem, a w 1575 magistrem nauk wyzwolonych. W tym samym roku rozpoczął wykłady z matematyki, trygonometrii, astronomii i astrologii. W latach 1578–1580 prowadził wykłady z astronomii ze szczególnym uwzględnieniem teorii heliocentrycznej Mikołaja Kopernika. Za jego sprawą stała się ona oficjalnie przyjętą doktryną krakowskiej katedry astronomii. W 1588 został mianowany astrologiem miejskim Krakowa. Po 20. latach pracy na Wydziale Filozoficznym udał się na studia lekarskie do Padwy i po trzech latach nauki w 1593 osiągnął doktorat z medycyny, następnie przez dwa lata podróżował, zwiedzał Rzym i Neapol. Do Krakowa powrócił w 1595 zostając lekarzem kapituły krakowskiej. W 1597 został wybrany po raz pierwszy rektorem Akademii Krakowskiej. W inauguracyjnym przemówieniu w półroczu zimowym 1597 zganił profesorów, iż opuszczają wykłady i ubiegają się o popularność między scholarami przez pobłażanie ich wybrykom. Scholarom zaś zarzucił, że się nie uczą, oddają pijaństwu i nierządowi wywołując rozruchy. Funkcję rektora sprawował do 1599, wybrano go ponownie w 1602 i 1603, po raz ostatni funkcję rektora sprawował w latach 1616–1617. 17 stycznia 1611 objął Katedrę Medycyny, wśród jego uczniów znalazł się Jan Brożek. Prowadził bardzo intratną praktykę lekarską. Zyski z tej działalności pozwoliły mu na nabycie kamienicy na Rynku Głównym w Krakowie. W wieku 58 lat ożenił się z Zuzanną Szober, córką rajcy miejskiego. Doczekał się dwóch synów: Jana i Floriana, z których drugi został doktorem praw, oraz córki Zofii. Był inicjatorem przebudowy kościoła św. Wojciecha, zapisując w 1611 roku 400 złotych na remont świątyni; w kościele tym został pochowany wraz z rodziną.